# Mesopodopsis
Mesopodopsis is een geslacht van aasgarnalen uit de familie van de Mysidae.

## Soorten
- Mesopodopsis aegyptia Wittmann, 1992
- Mesopodopsis africana O. Tattersall, 1952
- Mesopodopsis orientalis (W. Tattersall, 1908)
- Mesopodopsis slabberi (Van Beneden, 1861) (Steeloog aasgarnaal)
- Mesopodopsis tenuipes Hanamura, Koizumi, Sawamoto, Siow & Chee, 2008
- Mesopodopsis tropicalis Wittmann, 1992
- Mesopodopsis wooldridgei Wittmann, 1992
- Mesopodopsis zeylanica Nouvel, 1954